# 알바아드리아티카
알바아드리아티카(이탈리아어: Alba Adriatica)는 이탈리아 아브루초주 테라모도에 위치한 코무네다.
아브루초 북부 해안가에 있는 "일곱 자매" 도시들 중 하나이며, 나머지 여섯은 마르틴시쿠로, 토르토레토, 줄리아노바, 로세토델리아브루치, 실비마리나, 피네토이다.
스피아자 다르젠토( Spiaggia d'argento, 은 해안)이라는 별명을 가지고 있는데, 그 이유는 FEE(환경교육재단)에서 높은 상태의 수질을 가진 해안가나 바다에 주는 청색기상을 각각 2000년, 2001년, 2002년, 2003년, 2004년, 2005년, 2007년, 2008년, 2009년, 2010년, 2011년, 2012년 그리고 2013년에 수상했기 때문이다.